# Colopha graminis
Colopha graminis är en insektsart som först beskrevs av Monell 1882.  Colopha graminis ingår i släktet Colopha och familjen långrörsbladlöss. Inga underarter finns listade i Catalogue of Life.